# 金山园区站
金山园区站位于上海市金山区漕泾镇天工路，为金山铁路和浦东铁路上的一个车站。原站名為阮巷站，于2005年随本站出岔的浦东铁路投入运营；2012年车站更名为金山园区站，同年於9月28日开始停靠金山铁路列车，为办理客货运业务的四等中间站。

## 車站構造

### 站房
金山园区站站房为侧式站房，面积2000平方米，建于2011年。站房设有一座候车室、一个售票厅，但售票系统设在候车室内而不在预定的售票厅内；进站口设在车站正门，进站后即是安检处，旅客需接受安检才能被允许进站；安检左侧是候车处、卫生间和实际上的售票处，设有两台自动售票机。服务中心设在候车室中央，提供交通卡充值、问询等服务。进出站闸机则各设在问讯处两侧。
车站设有两座岛式月台，四个站台号：目前使用2、3站台，需要站台在站房内南侧的地下通道进入。
- 候车室
- 候车室内等候区
- 进出站地道
- 调度室

### 股道
金山园区站有5条股道，均为金山城际铁路所用。其中3条为侧线，目前使用其中的两条；中间设有2条正线，系金山正线。另外在一站台预留一条侧线。
| 岛式站台 |                                   |
| 2站台    | 金山铁路 往上海南方向（亭林站）   |
| 通过线   | 金山铁路上行列车通过线            |
| 通过线   | 金山铁路下行列车通过线            |
| 3站台    | 金山铁路 往金山卫方向（金山卫站） |
| 岛式站台 |                                   |
| 4站台    | 金山铁路 往金山卫方向（金山卫站） |

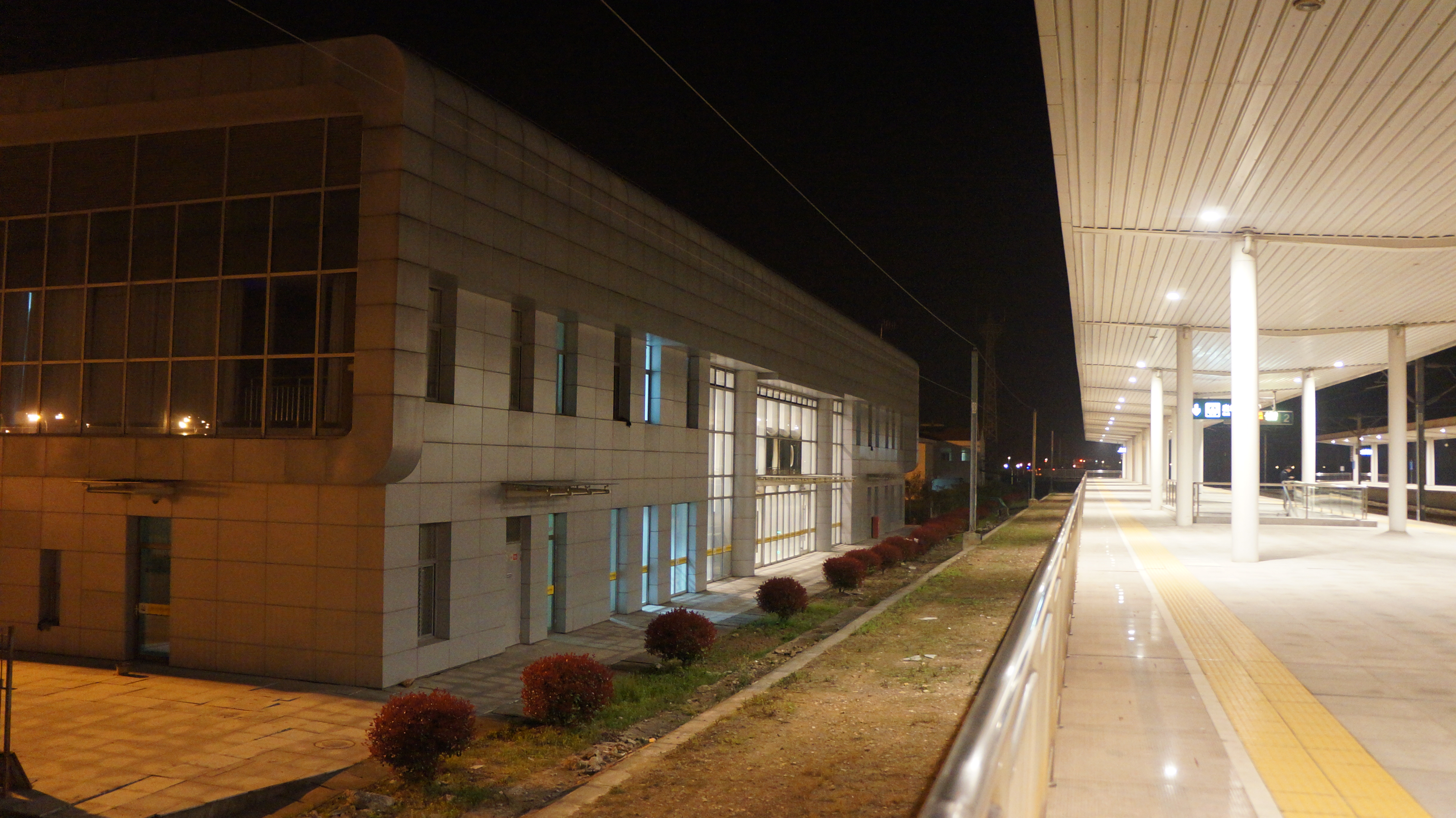
预留的一站台
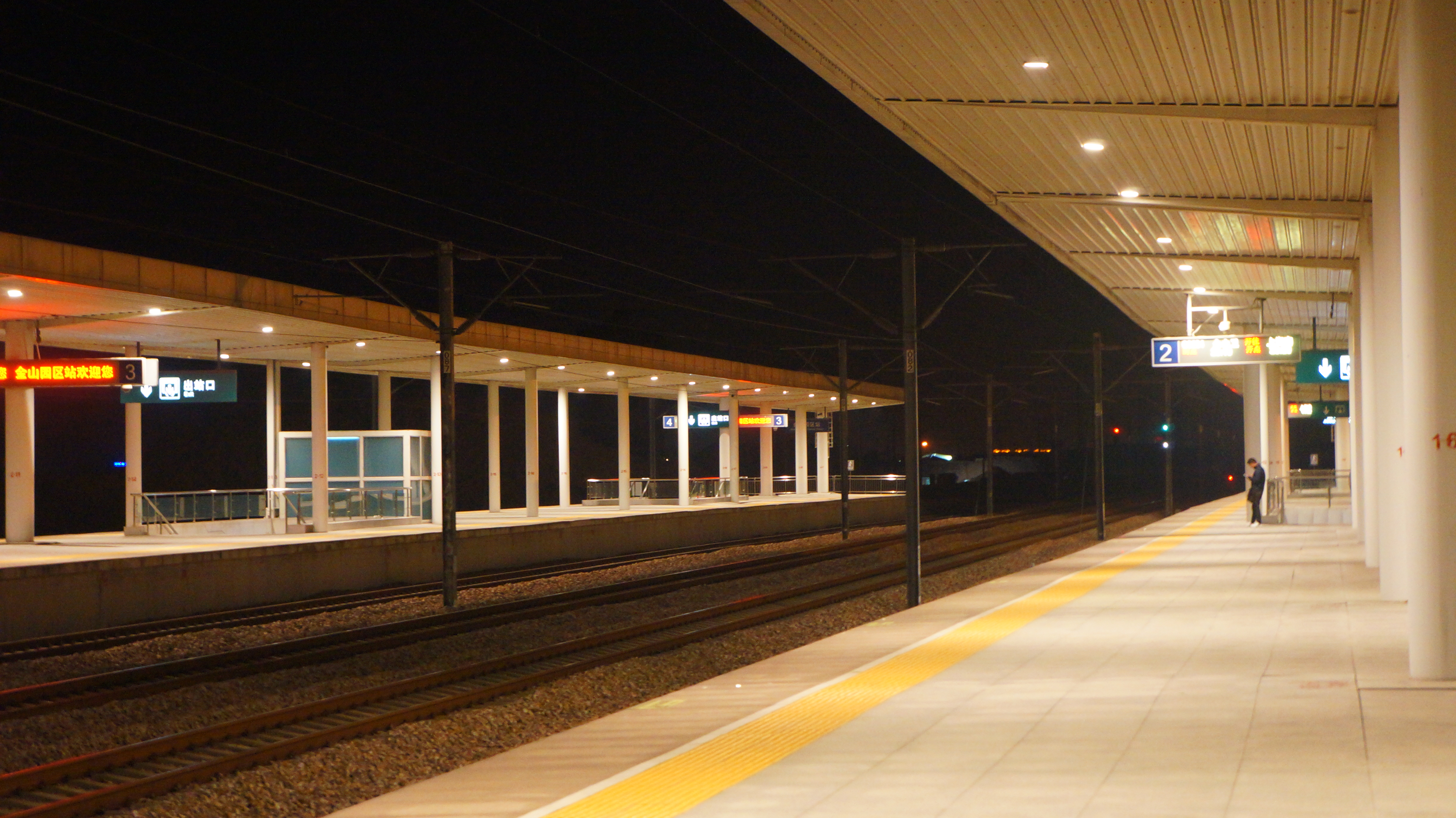
站内股道，金山卫方向
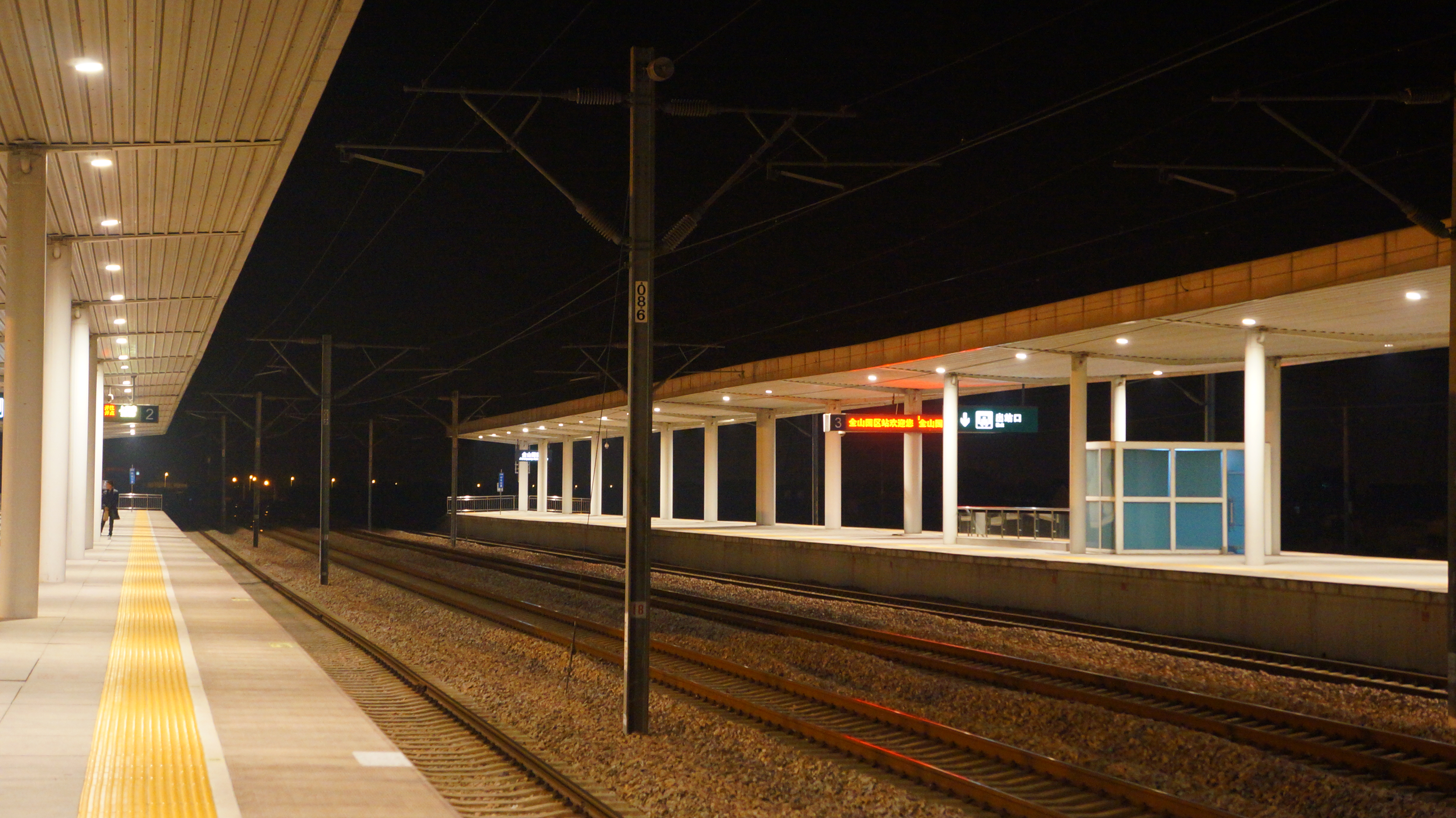
站内股道，上海南方向
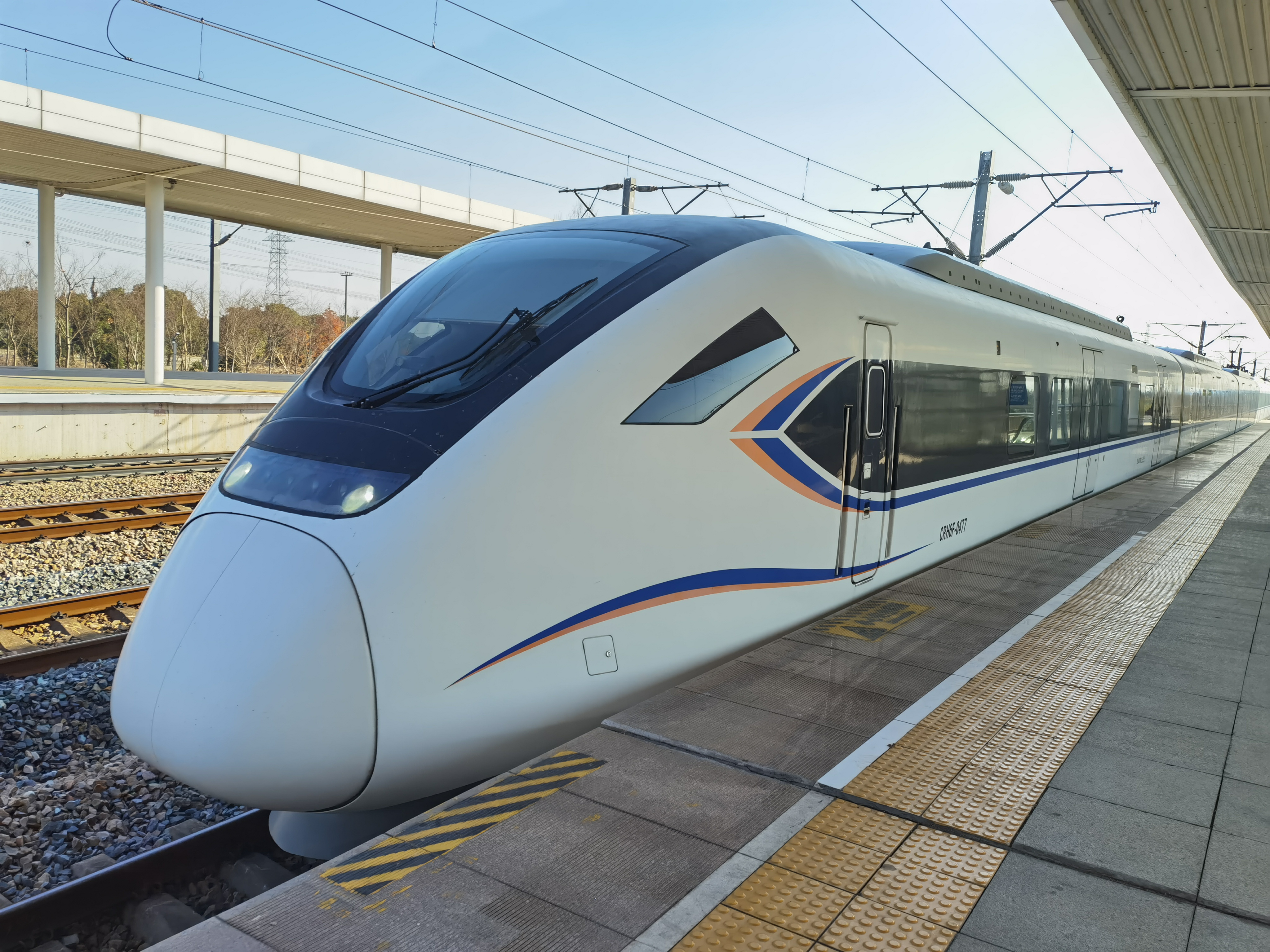
CRH6F担当S1620次列车进入金山园区站

## 接驳公交
| 金山园区站   | 金山园区站   | 金山园区站 | 金山园区站             | 金山园区站          |
| 编号         | 路线         | 路线       | 路线                   | 备注                |
| ------------ | ------------ | ---------- | ---------------------- | ------------------- |
| 亭卫专线     | 石化汽车站   | ⇆          | 亭耀路林安路(亭林大居) | 原朱卫专线          |
| 金山中部环线 | 康和路德贤路 | ↻          | 康和路德贤路           | 原金山205路         |
| 1652         | 金山园区站   | ⇆          | 夏宁路金山工业区大道   | 原金山工业区3路     |
| 1656         | 金山园区站   | ⇆          | 公共卫生临床中心       | 原金山工业区6路     |
| 1658         | 金山园区站   | ⇆          | 金流路漕廊公路         | 原金山工业区5路区间 |